# Albert Boßler
Albert Boßler auch Bossler (* 22. März 1861 in Heuchelheim an der Lahn; † 9. November 1928 in Klein-Linden) war ein deutscher Lehrer, Direktor und Heimatforscher.

## Herkunft und Familie
Albert Boßler wurde als Sohn des Lehrers Johann Philipp Boßler (1831–1910) und dessen Gattin Maria Margaretha Schröbel (1831–1879) geboren. Er entstammte dem Obermodauer Ast der südhessischen Boßler des Stammes Rüde. Seine beiden Tanten mütterlicherseits waren Gertrud Magdalena Vietor geb. Schröbel, die mit dem Oberförster Ernst Ludwig Peter Vietor aus einem ehrwürdigen Theologengeschlecht verehelicht war, und Anna Elisabetha Preuschen geb. Schröbel, deren Gatte Oberförster Alfred Preuschen einer alten Beamtenfamilie entsprang. 
Sein Großvater väterlicherseits Johann Adam Boßler (1797–1856) war Bürgermeister in Ober-Modau gewesen.

## Wirken
Seine Laufbahn im hessischen Schuldienst begann Albert Boßler in Heuchelheim. Es folgten Stationen als Lehrer in Ruppertenrod und Queckborn, bevor er 1896 an die Gemeindeschule in Klein-Linden kam, wo er 1922 als Direktor die Leitung übernahm. Boßler war darüber hinaus als Heimatforscher tätig und veröffentlichte in diesem Rahmen mehrere Aufsätze in fachspezifischen Zeitschriften. 
Er war Namensgeber der Albert-Boßler-Straße in Klein-Linden.

## Auszeichnungen
- 1913 Silbernes Kreuz des Verdienstordens Philipps des Großmütigen mit Krone

## Publikationen
- Gemeindebackhäuser. In: Zeitschrift des Vereins für Rheinische und Westfälische Volkskunde, Nr. 6, Gießen 1909, S. 196–204. (ZDB-ID 200617-0)
- Tierlaut und Schalldeutung. In: Hessische Blätter für Volkskunde, Band 8, Gießen 1909, S. 1–17. (ZDB-ID 1136-8)
- Über Vogelstimmen und ihre volkstümliche Deutung in Oberhessen. In: Hessenland – Zeitschrift für Hessische Geschichte und Literatur, Nr. 21, Kassel 1911, S. 309 ff. (ZDB-ID 2607378-X)
- Läuten zum Gebet. In: Hessische Blätter für Volkskunde, Band 10, Gießen 1911, S. 127. (ZDB-ID 1136-8)
- Klein-Lindener Volksleben in der Zeit nach dem 30jährigen Krieg. In: Gießener Familienblätter, Nr. 23–24, Gießen 1914, S. 90ff./94ff. (ZDB-ID 961427-8)